# 伊南那吐姆一世
伊南那吐姆一世（约公元前2425年前后在位）（英語：Enanatum I）拉格什国王。他在统治拉格什期间，在他的故乡修建了一座醒目的椭圆形神庙。